# 대한민국 형법 제239조
대한민국 형법 제239조는 사인등의 위조, 부정사용에 대한 형법각칙의 조문이다.

## 조문
제239조(사인등의 위조, 부정사용) ① 행사할 목적으로 타인의 인장, 서명, 기명 또는 기호를 위조 또는 부정사용한 자는 3년 이하의 징역에 처한다.

②위조 또는 부정사용한 타인의 인장, 서명, 기명 또는 기호를 행사한 때에도 전항의 형과 같다.

第239條(私印等의 僞造, 不正使用) ① 行使할 目的으로 他人의 印章, 署名, 記名 또는 記號를 僞造 또는 不正使用한 者는 3年 以下의 懲役에 處한다.

②僞造 또는 不正使用한 他人의 印章, 署名, 記名 또는 記號를 行使한 때에도 前項의 刑과 같다.

## 판례
- 이미 사망한 사람 명의의 문서를 위조하거나 이를 행사하더라도 사문서위조나 동행사죄는 성립하지 않는다는 문서위조죄의 법리에 비추어 이와 죄질을 같이하는 인장위조죄의 경우에도 사망자명의의 인장을 위조, 행사하는 소위는 사인위조 및 동행사죄가 성립하지 않는다[1]
- 위조된 인과자체를 타인에게 교부한 것만으로 위조인장 행사죄를 구성하지 않는다[2]
- 명의인의 승낙을 얻어 명의인의 문서를 작성하는 데 사용할 의도로 인장을 조각하였으나 승낙을 얻지 못하여 사용하지 않고 명의인에게 돌려 준 경우 특별한 사정이 없는 한 행사의 목적이 있다고 볼 수 없다[3]
- 타인의 인장을 조각할 당시에 그 명의자로부터 명시적이거나 묵시적인 승낙 내지 위임을 받았다면 인장위조죄가 성립하지 않는다.[4]

## 참고 문헌
- 김재윤, 손동권, 『새로운 형법각론』, 율곡출판사, 2013. ISBN 978-89-974283-4-2

## 같이 보기
- 사인위조죄
- 위조사인행사죄